# Stefan Żeromski

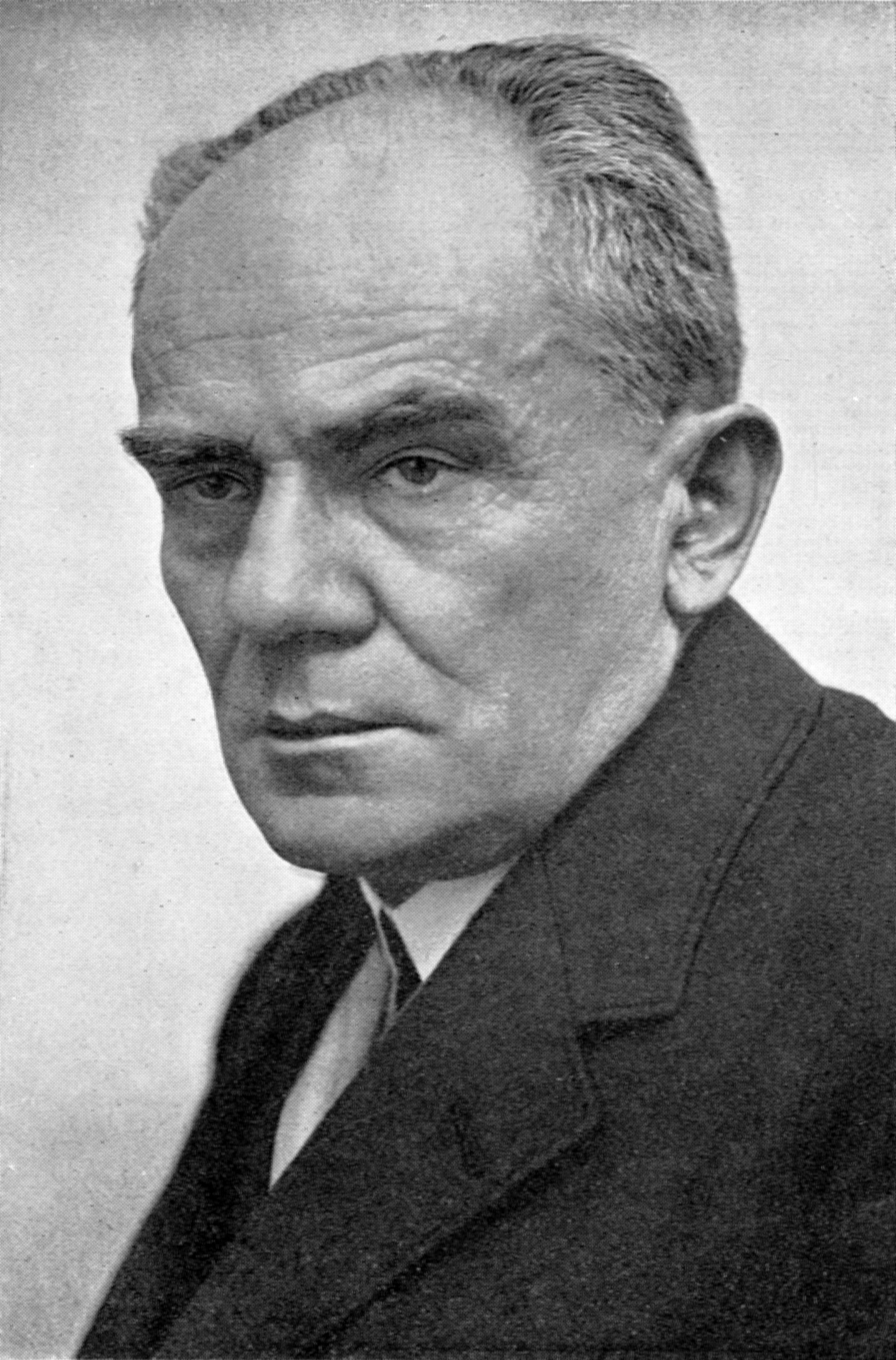
Stefan Żeromski

Stefan Żeromski (1864-1925) foi um romancista e dramaturgo polonês. Foi descrita como "a consciência polonesa".
Ele também escreveu sob os pseudônimos Maurycy Zych, Józef Katerla e Stefan Iksmoreż. Ele foi indicado quatro vezes para o Prêmio Nobel de Literatura.

## Biografia
Stefan Żeromski nasceu em 14 de outubro de 1864 em Strawczyn, perto de Kielce.
Em 2 de setembro de 1892, ele se casou com uma viúva, Oktawia Rodkiewiczowa, cujo nome de solteira era Radziwiłłowiczówna, que ele conheceu no spa Nałęczów, que pertencia em parte a seu padrasto. Uma das testemunhas do casamento foi o romancista Bolesław Prus, um admirador de Oktawa que não apoiava o casamento.
Os recém-casados se mudaram para a Suíça, onde Żeromski trabalhou como bibliotecário no Museu Nacional Polonês em Rapperswil entre 1892 e 1896. A pedido de Oktawia, Prus, embora não fosse um admirador dos escritos de Żeromski, forneceu ao casal necessitado a ajuda que você poderia trazer.
Em 1913, Żeromski formou uma nova família com a pintora Anna Zawadzka, que conheceu em 1908; eles tiveram uma filha, Monika.
Em 1924, em reconhecimento das realizações de Żeromski, presidente Stanisław Wojciechowski concedeu-lhe um apartamento de três quartos no segundo andar do castelo real em Varsóvia.
No mesmo ano, foi indicado ao Prêmio Nobel de Literatura.
Ele morreu em 20 de novembro de 1925 em Varsóvia.

## Trabalhos selecioniados
- Przedwiośnie (Dawn of Spring), publicado em 1925. Em espanhol, foi traduzido em 1931 com o título East Wind (Madrid: Ediciones Ulises; tradução de Mauricio Aster e CM Arconada).
- Syzyfowe prace (As Obras de Sísifo) sobre os esforços czaristas dos séculos XIX e XX para russificar a parte ocupada pela Rússia na Polônia.
- Popioły (Ashes, 1902-1903)
- Wierna rzeka (O rio fiel 1912)
- Rozdziobią nas kruki, wrony (Seremos devorados por corvos, corvos)
- Ludzie bezdomni (Sem-teto, 1899)
- Dzieje grzechu (A história de um pecado)
- Duma ou Hetmanie
- Sułkowski
- Róża (A rosa)
- Uroda życia
- Walka z szatanem (Lutando contra Satanás)
- Wiatr od Morza (Vento do Mar)
- Uciekła mi przepióreczka (perdi uma codorna)

As obras de Żeromski foram traduzidas para várias línguas.